# Arroyo Sánchez Grande
Der Arroyo Sánchez Grande ist ein Fluss in Uruguay.
Der linke Nebenfluss des Arroyo Coladeras entspringt auf dem Gebiet des Departamento Río Negro nahe der Stadt Young und der dort verlaufenden Ruta 25, die er kurz nach der Quelle unterquert. Von dort fließt er nach Süden und mündet gut 15 km östlich von Nuevo Berlín und in der Nähe des westlich der Mündung gelegenen Cerro Redondo, nachdem er einige Kilometer flussaufwärts zuvor die Ruta 20 unterquert hat. Zu seinen Nebenflüssen zählt der Arroyo Sánchez Chico.